# Pollenia flindersi
Pollenia flindersi är en tvåvingeart som beskrevs av Hardy 1932. Pollenia flindersi ingår i släktet vindsflugor, och familjen spyflugor. Inga underarter finns listade i Catalogue of Life.